# Maria Sundbom
Maria Sundbom est une actrice suédoise, née le 19 mai 1975 à Uppsala.

## Filmographie

### Cinéma
- 2007 : Solstorm de Leif Lindblom : Sanna Strandgård
- 2016 : Flickan, mamman och demonerna de Suzanne Osten : Siri
- 2017 : Exfrun : Vera

### Courts-métrages
- 2009 : Maskeraden

### Télévision

#### Séries télévisées
- 2005 : Lasermannen : Sam Radmans fru
- 2006 : LasseMajas detektivbyrå : Gunborg
- 2010 : Wallander : Enquêtes criminelles : Anette
- 2011 : Bron : Sonja
- 2012 : Sam tar över : Görel
- 2013 : Barna Hedenhös uppfinner julen : Nanny
- 2015 : Arne Dahl: Mörkertal : Terese
- 2016 : Fröken Frimans krig : Gerda Strid